# Deportivo Jalapa (Nikaragua)
Deportivo Jalapa – nikaraguański klub piłkarski z siedzibą w Jalapa.

## Historia
Deportivo Jalapa został założony w 1995 roku w Jalapie. Występował w rozgrywkach Campeonato Nacional. W sezonie 1997/98 dotarł do ćwierćfinału, a w następnym sezonie 1998/99 do półfinału i zakończył rozgrywki na 3. miejscu. W sezonie 2000/01 ponownie dotarł do półfinału, a w następnym 2001/02 zdobył tytuł mistrza. Potem występował w Primera División bez sukcesów.
W sezonie 2007/08 zajął przedostatnie 9. miejsce w Torneo Apertura, ale nie dokończył rozgrywki Clausura. Po piątej kolejce został wykluczony za trzecie niezgłoszenie się na mecz w sezonie i był zdegradowany do drugiego poziomu oraz we wszystkich pozostałych meczach przyznawane są porażki 0:3.
W sezonie 2008/09 brał udział w rozgrywkach Torneo Apertura w Segunda División, ale nie przystąpił do Torneo Clausura i potem klub został rozwiązany.

## Sukcesy

### Trofea międzynarodowe
- Copa Interclubes UNCAF
  - I runda: 2002

### Trofea krajowe
| \| \| Zdobyte trofea w rozgrywkach Nikaragui (stan na: 31-05-2014) \| |                                                              |      |                                 |
| Rozgrywki                                                             | Osiągnięcie                                                  | Razy | Sezon(y)                        |
| Mistrzostwo                                                           | I miejsce                                                    | 1    | 2001/02                         |
| Mistrzostwo                                                           | II miejsce                                                   | 0    |                                 |
| Mistrzostwo                                                           | III miejsce                                                  | 2    | 1998/99, 2000/01 (półfinalista) |
| Puchar                                                                | zdobywca                                                     | 0    |                                 |
| Puchar                                                                | finalista                                                    | 0    |                                 |
| II liga                                                               | I miejsce                                                    | 0    |                                 |
| II liga                                                               | II miejsce                                                   | 0    |                                 |
| II liga                                                               | III miejsce                                                  | 0    |                                 |
| Nikaragua                                                             | Zdobyte trofea w rozgrywkach Nikaragui (stan na: 31-05-2014) |      |                                 |

## Stadion
Klub rozgrywał swoje mecze domowe na stadionie Estadio Alejandro Ramos w Jalapie, który może pomieścić 1,000 widzów.